# Slavjanski Boelvar
Slavjanski Boelvar (Russisch: Славянский бульвар ) is een station aan de Arbatsko-Pokrovskaja-lijn van de Moskouse metro. Het werd geopend op 7 september 2008 en bedient de inwoners van de wijken tussen de Filjovskaja-lijn en het zuidelijke deel van lijn 1. Sinds 29 juni 2020 kunnen de reizigers overstappen op lijn D1 van het stadgewestelijk net van Moskou via het gelijknamige bovengrondse station.

## Ontwerp
Oorspronkelijk waren tussen Park Pobedy en Koentsevskaja twee stations gepland, Minskaja bij het kruispunt van de Minskstraat en de Koetoezovski avenue en Slavjanski Boelvar bij de gelijknamige straat aan de zuidkant van de Koetoezovski avenue. De bouw daarvan begon op de plaats waar de schacht gereed was voor de tunnelbouwmachine. Het plan werd echter gewijzigd onder druk van de wens om een snelle verbinding met Strogino te realiseren. Het tracé werd van een aantal bochten ontdaan en daarmee 900 meter ingekort en ook een van de beide stations kwam te vervallen ter wille van de tijdwinst in reistijd. In eerste instantie werd Minskaja gehandhaafd, maar onder druk van buurtbewoners werd Slavjanski Boelvar gebouwd en Minskaja als optie voor de verre toekomst gehandhaafd. Het station hield wel de naam maar ligt inmiddels aan de andere kant van de Koetoezovski avenue ten dele onder de spoorlijn naar Minsk en dus niet meer aan de Slavjanski Boelvar.

## Architectuur
Het station zelf is ontworpen door architect S. Volovitsj die een enkelgewelfde constructie koos. Het station heeft twee ondergrondse toegangshallen en fungeert als aansluiting op andere vormen van openbaar vervoer. De wanden zijn bekleed met Cubaans Verde Guatemala marmer dat is voorzien van een aluminium lijst waarin de verlichting is verwerkt. Het perron heeft een oppervlak van Alexandorovski graniet in het midden en aan de randen het iets donkere Gabbro graniet. Verder zijn er drie banken op het perron geplaatst.